# Verslikking
Bij verslikking schiet er een voorwerp, voedsel of vloeistof in de luchtpijp in plaats van in de slokdarm (in het geval van voedsel of drank "het verkeerde keelgat"). Mogelijke oorzaak is dat het strotklepje de luchtpijp niet goed afsluit bij het slikken.
Als iemand zich verslikt hoest hij vaak vanzelf het belemmerende voorwerp of vloeistof terug in de mond en spreekt men over een effectieve hoest. Soms blijft een voorwerp in de luchtpijp steken.
Als het voorwerp in de luchtpijp blijft steken en de luchtwegen afsluit, is er sprake van een niet-effectieve hoest. Er is dan een grote kans op verstikking. Door afwisselend maximaal 5 keer stevig tussen de schouderbladen in te slaan met een vlakke hand en maximaal 5 keer de heimlichgreep toe te passen kan een belemmering worden opgeheven.
Indien het slachtoffer het bewustzijn verliest, dient men onmiddellijk over te gaan tot alarmering en te starten met reanimatie. Door het geven van afwisselende borstcompressies, beademingen alsmede de spierverslapping in het lichaam, als gevolg van de bewusteloosheid, kan de luchtweg weer vrijkomen. 
Indien het slachtoffer gaat braken dient het slachtoffer onmiddellijk met de snelle kantelmethode op de zij gedraaid te worden om inademing van de zure maaginhoud in de longen met als gevolg longontsteking te voorkomen. In dergelijke gevallen wordt gewoonlijk de term "aspiratie" gebruikt (aspiratiepneumonie).